# The Reddings
The Reddings war eine US-amerikanische Funk-, Soul- und R&B-Band. Gegründet wurde sie 1980 von Otis Reddings Söhnen Dexter (Bass, Gesang) und Otis III Redding (Gitarre) sowie Cousin Mark Locket (Schlagzeug, Keyboard). 1988 löste sie sich auf.
Zu ihren bekanntesten Songs gehören „Remote Control“ (1980) / „Doin' it“ / „Funkin On The One“ / „Class (Is What You Got)“ (1981) / „(Sittin’ On) The Dock of the Bay“ (1982) / „Hand Dance“ (1983) und „The Awakening“ (1980).
Ihr Album The Reddings wurde am 26. November 1988 veröffentlicht und erreichte eine Spitzenposition von #88 der US Billboard-Album-Charts. Es verfügte über die Hit-Single „Call The Law“, die am 26. November 1988 die Peak-Position #16 der Billboard Hot Black Singles Charts erreichte.
Im Dezember 1980 ging „Remote Control“ aus dem ersten Album der Reddings auf Platz #6 der Billboard Hot Soul Singles Charts und erreichte Platz 89 in den Billboard Hot 100. Das Lied wurde in einer Episode der Fernsehsendung WKRP in Cincinnati verwendet.
1979–1980 nahmen Dexter, Otis III Redding und Mark Locket dieses Album mit den Produzenten Russell Timmons und Nick Mann in einem Studio in der Innenstadt von Washington, D.C. auf.

## Diskografie
- 1980: Class (Is What You Got)
- 1981: The Awakening
- 1982: Steamin’ Hot
- 1983: Back to Basics
- 1985: If Looks Could Kill
- 1988: The Reddings